# Jumellea sagittata
Jumellea sagittata är en orkidéart som beskrevs av Joseph Marie Henry Alfred Perrier de la Bâthie. Jumellea sagittata ingår i släktet Jumellea och familjen orkidéer. Inga underarter finns listade i Catalogue of Life.

## Bildgalleri

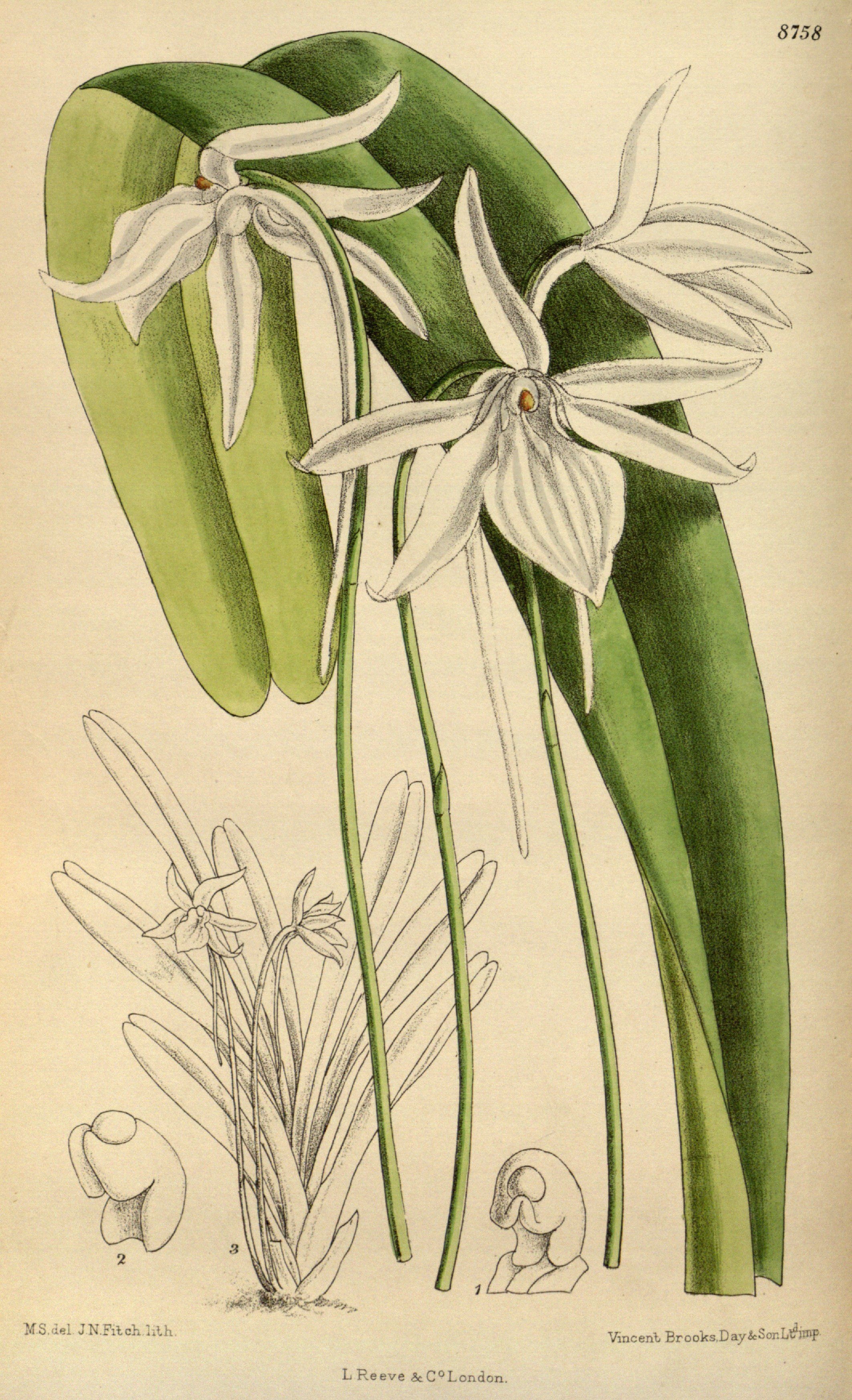
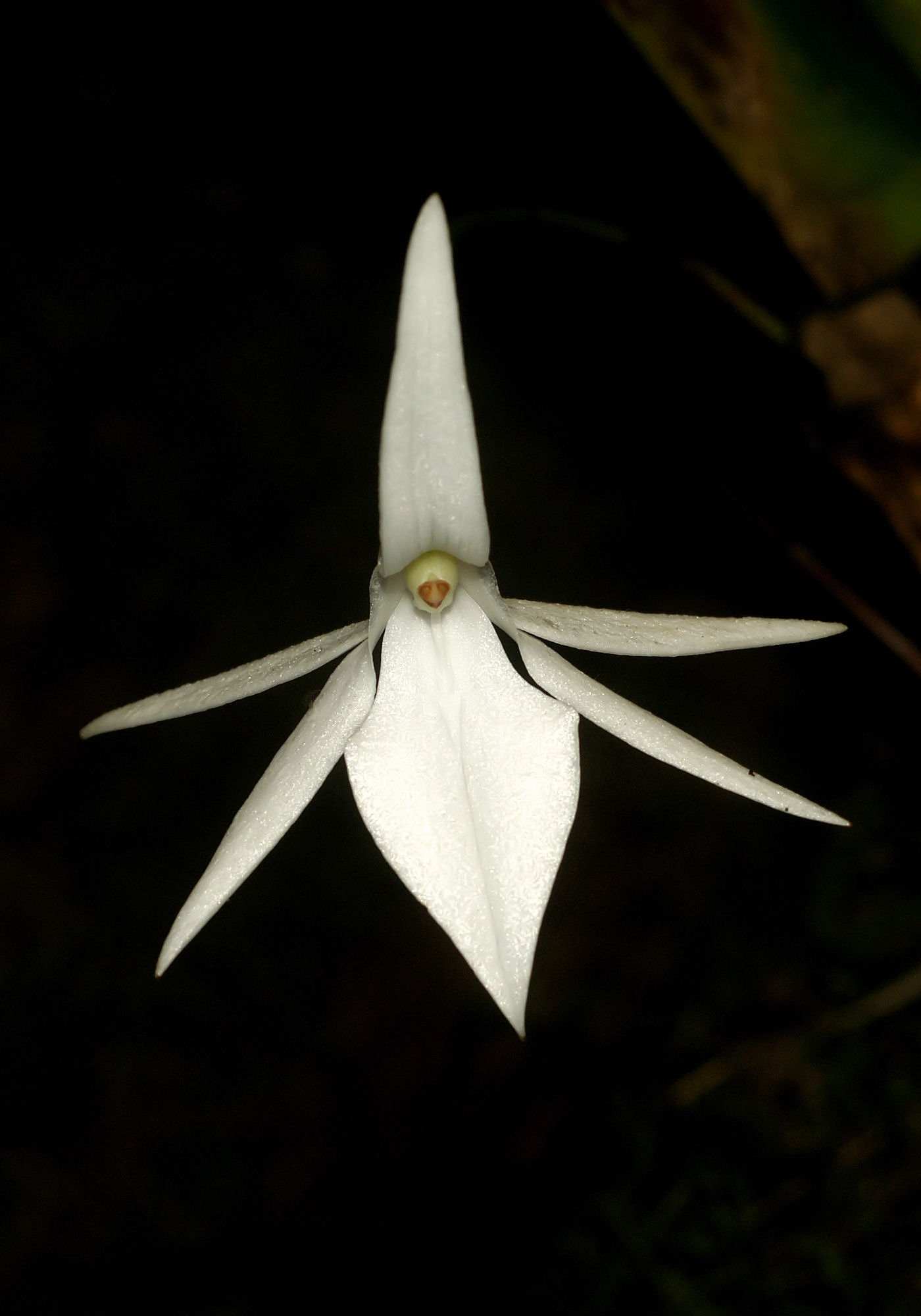